# Svelviksposten

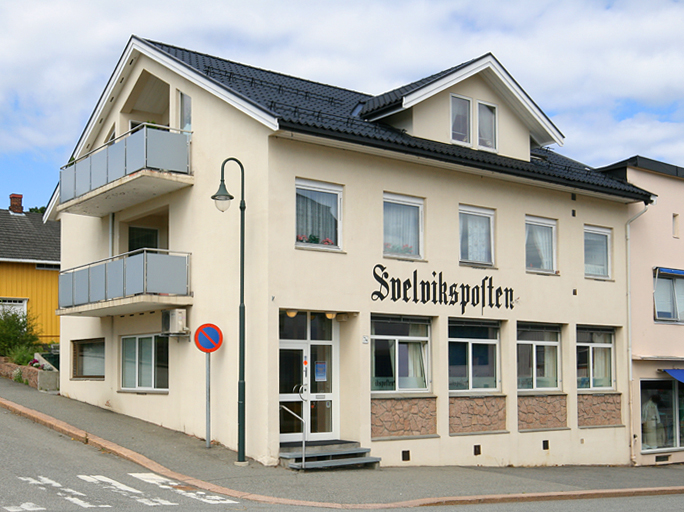

Svelviksposten es un periódico semanal noruego editado en la localidad de Svelvik, en Vestfold.

## Tirada
Certificación de cifras de edición según la Asociación de Editores de Periódicos (en noruego: Mediebedriftenes Landsforening:
- 2006: 2 651
- 2007: 2 554
- 2008: 2 518
- 2009: 2 525
- 2010: 2 515
- 2011: 2 392